# Aéroport d'Helsinki-Vantaa
Pour les articles homonymes, voir Aéroport d'Helsinki et HEL.
L'aéroport d'Helsinki-Vantaa (code IATA : HEL • code OACI : EFHK) est le principal aéroport international de Finlande, dans la région capitale (Uusimaa). Il est situé à 5 km du centre de la ville de Vantaa et à 15 km au nord du centre de la capitale Helsinki. C'est de très loin le principal aéroport de la région métropolitaine d'Helsinki et du reste du pays. En 2019, l'aéroport d'Helsinki-Vantaa a vu transiter 21,9 millions passagers.

## Histoire
L'ouverture a lieu pour les Jeux olympiques d'été de 1952. En 1956, on inaugure une deuxième piste et installe un système de radar. En 1969, on inaugure un nouveau terminal. Le terminal est agrandi en 1983. En 1998, l'aéroport d'Helsinki-Vantaa est nommé pour la première fois meilleur aéroport mondial par l'IATA.
En 2000, le total de passagers dépasse le dix millions.
En 2002, on inaugure une troisième piste. En 2009, agrandissement du terminal 2, inauguration de boutiques/magasins et d'un spa. En 2022, le nouveau terminal unique est inauguré comme une extension du terminal 2 : de nouveaux comptoirs d'enregistrement, une nouvelle zone de contrôle de sécurité, les nouveaux tapis à bagage et la nouvelle zone d'arrivée entrent en service, tandis que les anciens terminaux 1 et 2 cessent leurs opérations.

## Situation
| \| 50 km1:2 811 000 \| Enontekiö Helsinki-Malmi Helsinki-Vantaa Ivalo Joensuu Jyväskylä Kajaani Kemi-Tornio Kittilä Kokkola-Pietarsaari Kuopio Kuusamo Lappeenranta Mariehamn Oulu Pori Rovaniemi Savonlinna Tampere Turku Vaasa Varkaus |
| 50 km1:2 811 000 |

## Statistiques
Le graphique qui aurait dû être présenté ici ne peut pas être affiché car il utilise l'ancienne extension Graph, désactivée pour des questions de sécurité. Des indications pour créer un nouveau graphique avec la nouvelle extension Chart sont disponibles ici.

Voir la requête brute et les sources sur Wikidata.

### Zoom sur l'impact du covid de 2019-2020
Le graphique qui aurait dû être présenté ici ne peut pas être affiché car il utilise l'ancienne extension Graph, désactivée pour des questions de sécurité. Des indications pour créer un nouveau graphique avec la nouvelle extension Chart sont disponibles ici.

Voir la requête brute et les sources sur Wikidata.

## Compagnies aériennes et destinations
| Compagnies                  | Destinations |
| --------------------------- | --- |
| Aegean Airlines             | Athènes E.-Venizélos |
| airBaltic                   | Riga |
| Air France                  | Paris-Charles de Gaulle |
| Braathens Regional Airlines | Stockholm-Bromma En saison: Visby |
| Eurowings                   | Berlin-Brandebourg |
| Finnair                     | - Alicante-Elche, - Amsterdam, - Bangkok-Suvarnabhumi, - Barcelone-El Prat, - Bergen, - Berlin-Brandebourg, - Bombay-Chhatrapati-Shivaji, - Bruxelles-National, - Budapest-Ferenc Liszt, - Copenhague-Kastrup, - Cracovie-Jean-Paul II, - Dallas-Fort Worth, - Delhi-Indira Gandhi, - Doha-Hamad, - Dublin, - Düsseldorf, - Édimbourg, - Francfort, - Gazipaşa-Alanya, - Genève-Cointrin, - Göteborg, - Hambourg-H.-Schmidt, - Hong Kong, - Ivalo, - Joensuu, - Jyväskylä, - Kajaani, - Kemi (Tornio), - Kittilä, - Kokkola-Pietarsaari, - Kuopio, - Kuusamo, - Lisbonne-H. Delgado, - Londres-Heathrow, - Los Angeles, - Madrid-Barajas, - Malaga-Costa del Sol, - Manchester, - Mariehamn, - Milan-Linate, - Milan-Malpensa, - Munich-F. J. Strauß, - Nagoya-Chūbu, - New York-John F. Kennedy, - Osaka-Kansai, - Oslo-Gardermoen, - Oulu, - Paris-Charles de Gaulle, - Prague-Václav-Havel, - Reykjavik-Keflavík, - Riga, - Rome Léonard-de-Vinci/Fiumicino, - Rovaniemi, - Séoul-Incheon, - Shanghai-Pudong, - Singapour-Changi, - Stockholm-Arlanda, - Tallinn, - Tampere/Pirkkala, - Tel Aviv - Ben Gourion, - Tokyo-Haneda, - Tokyo-Narita, - Tromsø, - Trondheim, - Turku, - Vaasa, - Varsovie-Chopin, - Vienne-Schwechat, - Vilnius, - Zurich En saison: - Antalya, - Billund, - Bodø, - Bologne-Borgo Panigale, - Chicago-O'Hare, - Corfou-I. Kapodístrias, - Dubaï, - Dubrovnik, - Eilat-Ramon, - Héraklion-N. Kazantzákis, - Innsbruck-Kranebitten, - Karpathos, - La Canée I.-Daskaloyánnis, - Lanzarote-Arrecife, - Larnaca, - Las Palmas/Gran Canaria, - Ljubljana-Jože Pučnik, - Madère-C. Ronaldo, - Miami, - Naples-Capodichino, - Nice-Côte d'Azur, - Palma de Majorque, - Phuket, - Rhodes-Diagoras, - Salzbourg-W. A. Mozart, - Santorin, - Seattle-Tacoma, - Split, - Ténériffe-Sud Reine Sofia, - Venise - Marco Polo, - Vérone - Villafranca, - Visby, - Zagreb-Pleso |
| Icelandair                  | Reykjavik-Keflavík |
| Japan Airlines              | Tokyo-Haneda |
| Jet Time                    | En saison charter: Corfou-I. Kapodístrias, Larnaca, Split |
| Juneyao Airlines            | Shanghai-Pudong, Zhengzhou |
| KLM                         | Amsterdam |
| Lufthansa                   | Francfort, Munich-F. J. Strauß |
| Norwegian Air Shuttle       | - Alicante-Elche, - Londres-Gatwick, - Malaga-Costa del Sol, - Oslo-Gardermoen, - Rovaniemi, - Stockholm-Arlanda En saison: - Athènes E.-Venizélos, - Barcelone-El Prat, - Bourgas, - Copenhague-Kastrup, - Dubrovnik, - La Canée I.-Daskaloyánnis, - Larnaca, - Las Palmas/Gran Canaria, - Nice-Côte d'Azur, - Palma de Majorque, - Pise-Galileo Galilei, - Priština, - Rhodes-Diagoras, - Split, - Ténériffe-Sud Reine Sofia, - Tivat, - Venise - Marco Polo |
| Pegasus Airlines            | Antalya, Istanbul-S. Gökçen |
| Ryanair                     | - Alicante-Elche, - Bergame-Orio al Serio, - Charleroi Bruxelles-Sud, - Kaunas, - Londres-Stansted, - Paris-Beauvais, - Riga, - Varsovie-Modlin (Mazovie), - Vienne-Schwechat En saison: Gérone-Costa Brava, Venise - Marco Polo, Zadar |
| Scandinavian Airlines       | Copenhague-Kastrup, Oslo-Gardermoen, Stockholm-Arlanda En saison charter: Turin S.-Pertini (Caselle) |
| Sichuan Airlines            | Chengdu-Tianfu |
| Sunclass Airlines           | En saison charter: - Héraklion-N. Kazantzákis, - La Canée I.-Daskaloyánnis, - Larnaca, - Las Palmas/Gran Canaria, - Palma de Majorque, - Prévéza-Aktion, - Rhodes-Diagoras, - Split, - Ténériffe-Sud Reine Sofia |
| SunExpress                  | En saison: Izmir-A. Menderes |
| Trade Air                   | Priština |
| TUI Airways                 | En saison charter: Cancún, Krabi, Montego Bay-Donald Sangster, Phuket, Punta Cana |
| TUI fly Nordic              | En saison charter: Las Palmas/Gran Canaria, Rabil, Sal-A. Cabral |
| Turkish Airlines            | Istanbul |
| Vueling                     | Barcelone-El Prat |

Edité le 02/03/2023

## Cargo
| Compagnies    | Destinations             |
| ------------- | ------------------------ |
| FedEx Express | Paris-Charles de Gaulle  |
| Turkish Cargo | Istanbul-Atatürk         |
| UPS Airlines  | Cologne/Bonn-K. Adenauer |

## Accès à l'aéroport

### Liaisons routières
Les passagers peuvent se rendre à Helsinki-Vantaa en taxi ou encore en transport en commun par bus.
L'aéroport est desservi par ses lignes de Bus à haut niveau de service: la Runkolinja 600 assure une liaison depuis la gare centrale d'Helsinki et la Runkolinja 570 relie l'aéroport à Mellunmäki.

### Liaisons ferroviaires
Depuis 2015, la HSL assure une liaison entre le centre d'Helsinki et l'aéroport.
La liaison assurée par VR-Yhtymä Oy utilise la Kehärata avec un arrêt à chaque gare.
- les trains I I parcourent la  Kehärata dans le sens des aiguilles d'une montre en desservant entre-autres les gares suivantes : Helsinki - Tikkurila - aéroport - Myyrmäki - Helsinki.
- les trains P P parcourent la Kehärata dans le sens inverse en desservant entre-autres les gares suivantes : Helsinki - aéroport - Myyrmäki - aéroport - Tikkurila - Helsinki.

Les deux lignes utilisent des trains Stadler Flirt.  
La fréquence des trains est de 10 minutes en journée, de 15 minutes entre 19 et 22 heures et toutes les demi heures aux heures creuses. 
Le trajet de la gare centrale d'Helsinki à l'aéroport dure 27 minutes en trains I et 32 minutes en trains P,.
En 2028, l'aéroport sera desservi par la ligne 570 du Tramway de Vantaa.

## Prix
L'aéroport d'Helsinki-Vantaa a été nommé meilleur aéroport d'Europe du Nord par Skytrax en 2010.
Il a reçu le prix de la structure métallique de l'année en 1999 et le Prix RIL en 2021.

## Galerie

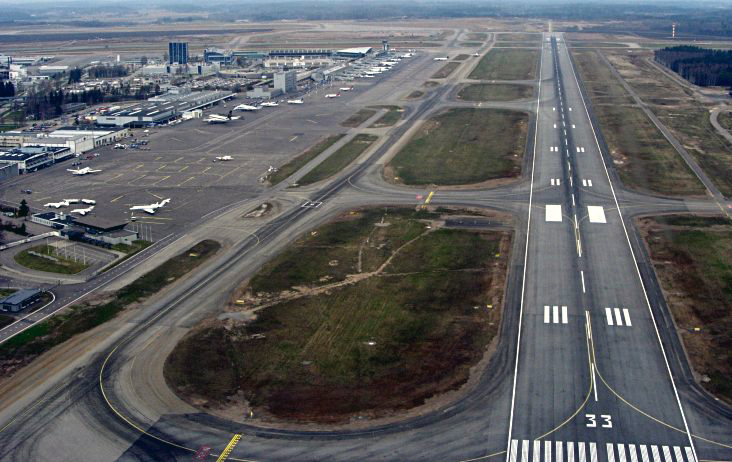
Vue sur la piste 33
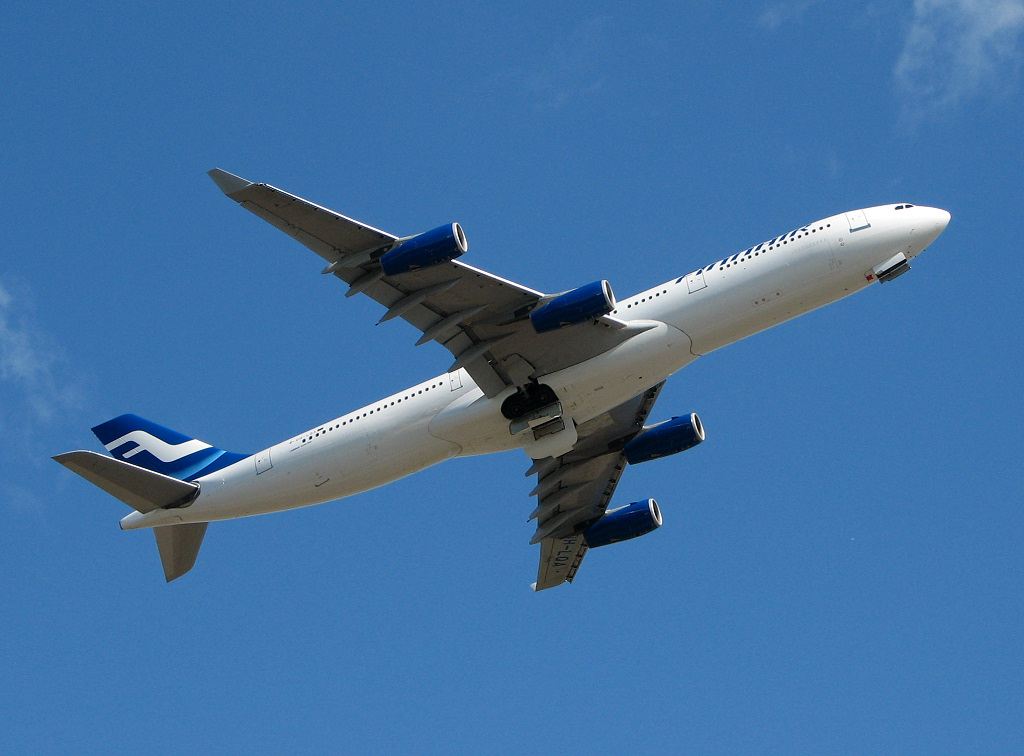
Airbus A340 de Finnair décollant de HEL
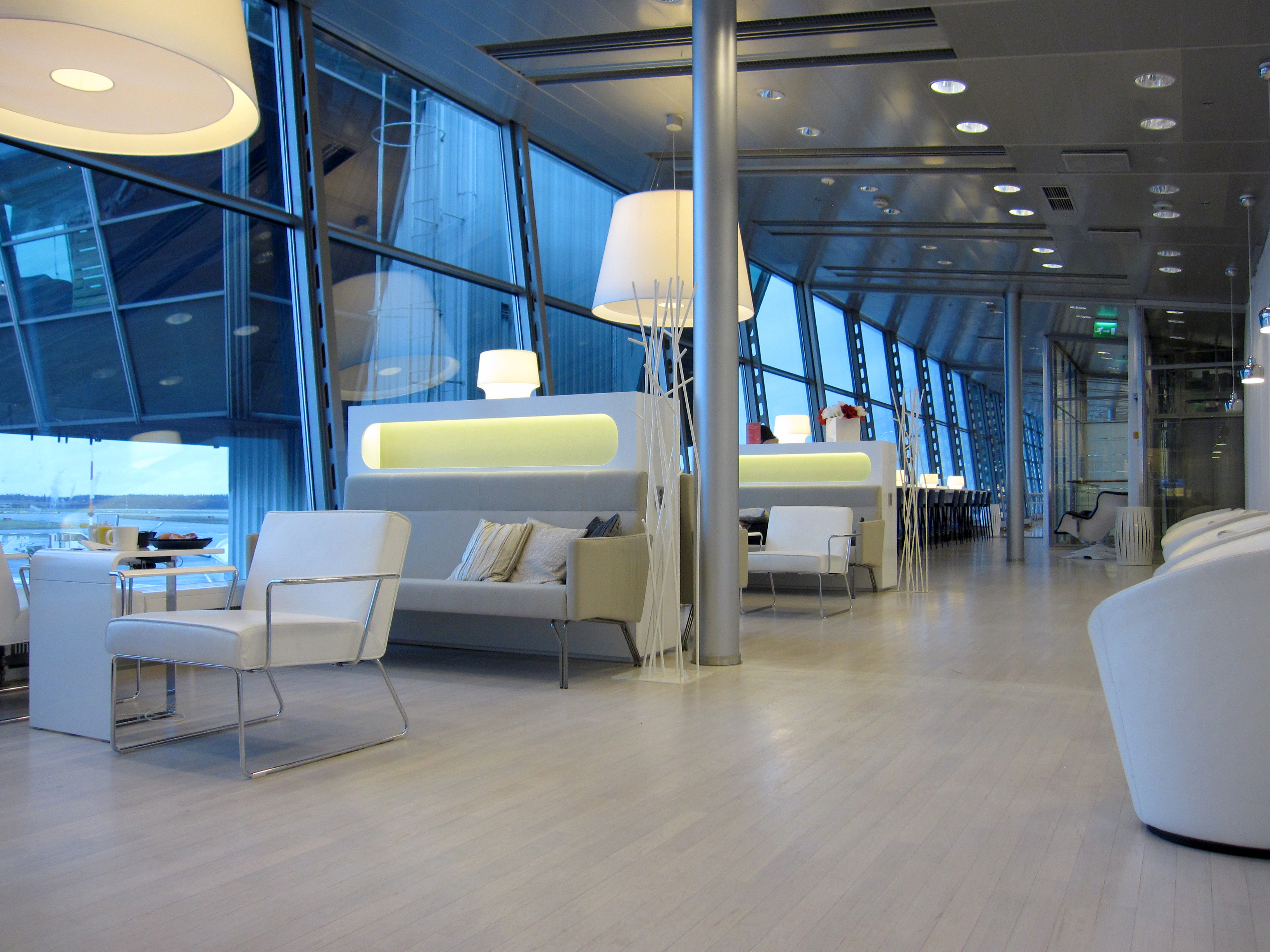
Lounge de Finnair
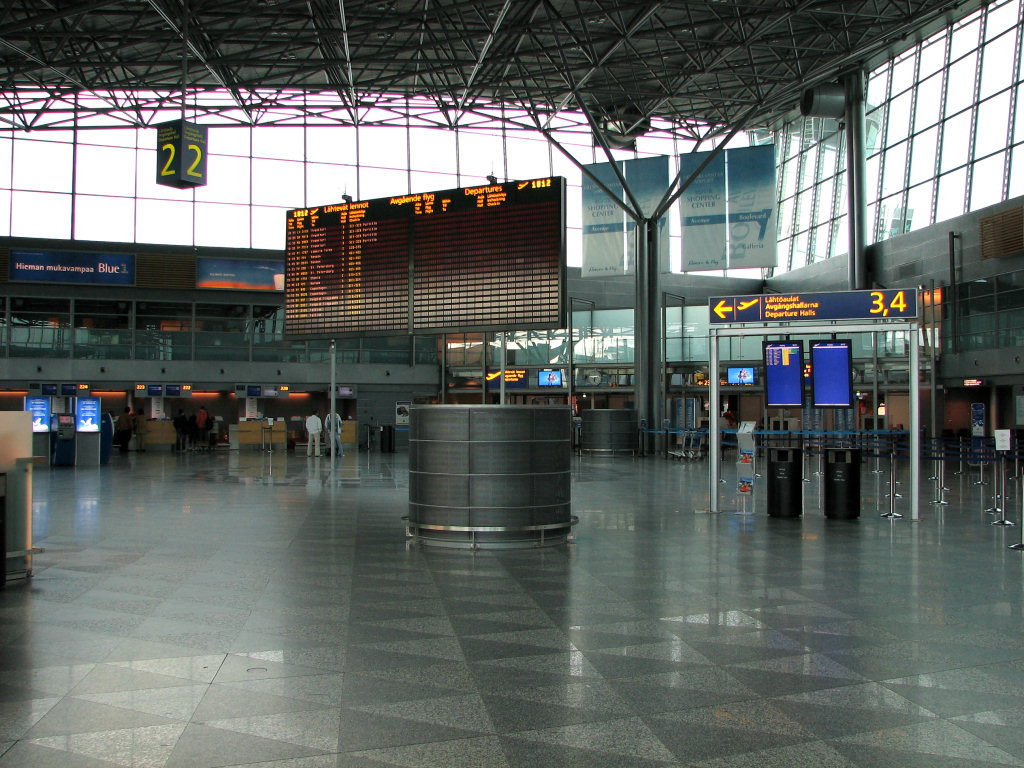
Le Hall 2
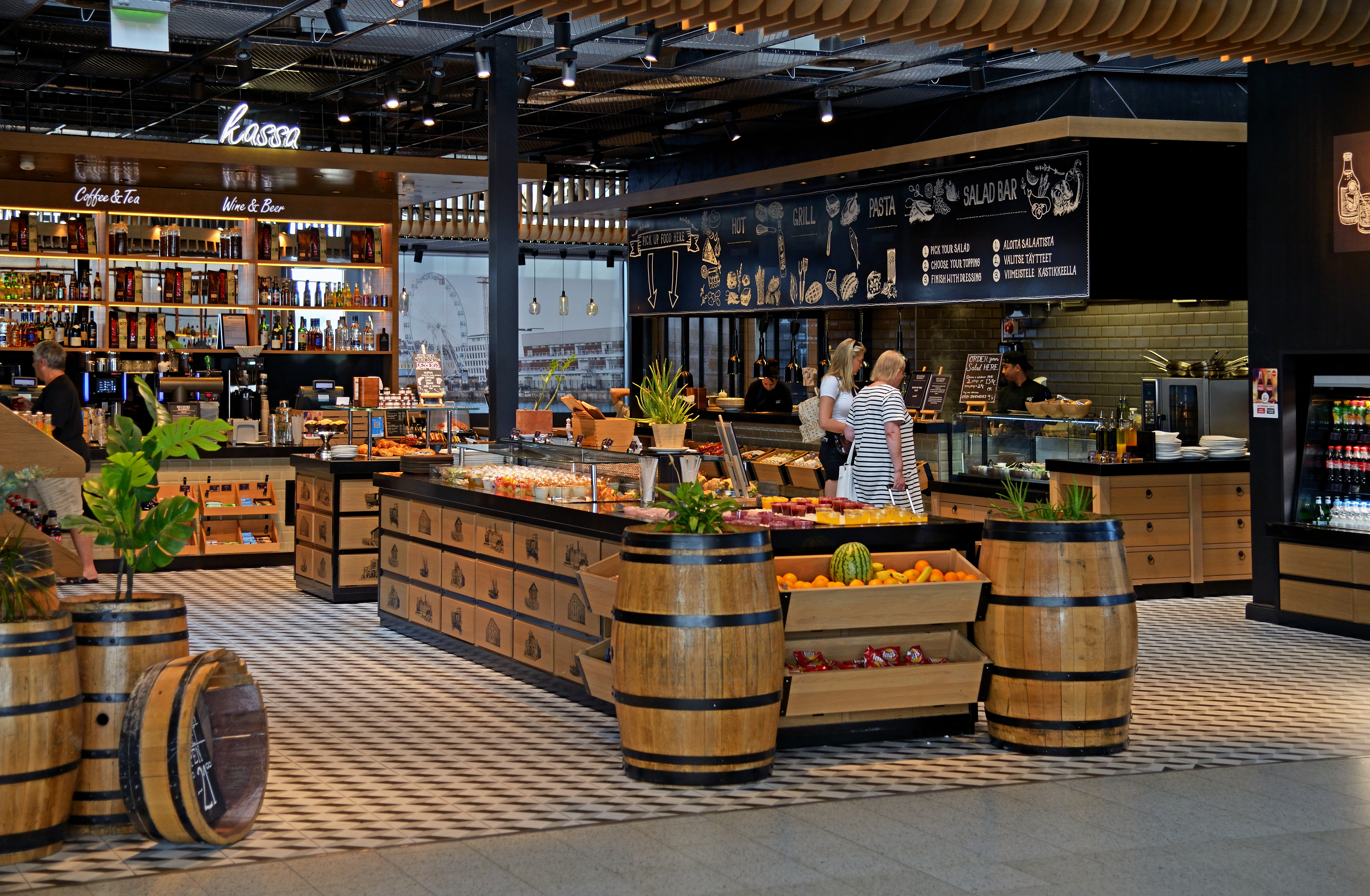
L'un des cafés de l'aéroport
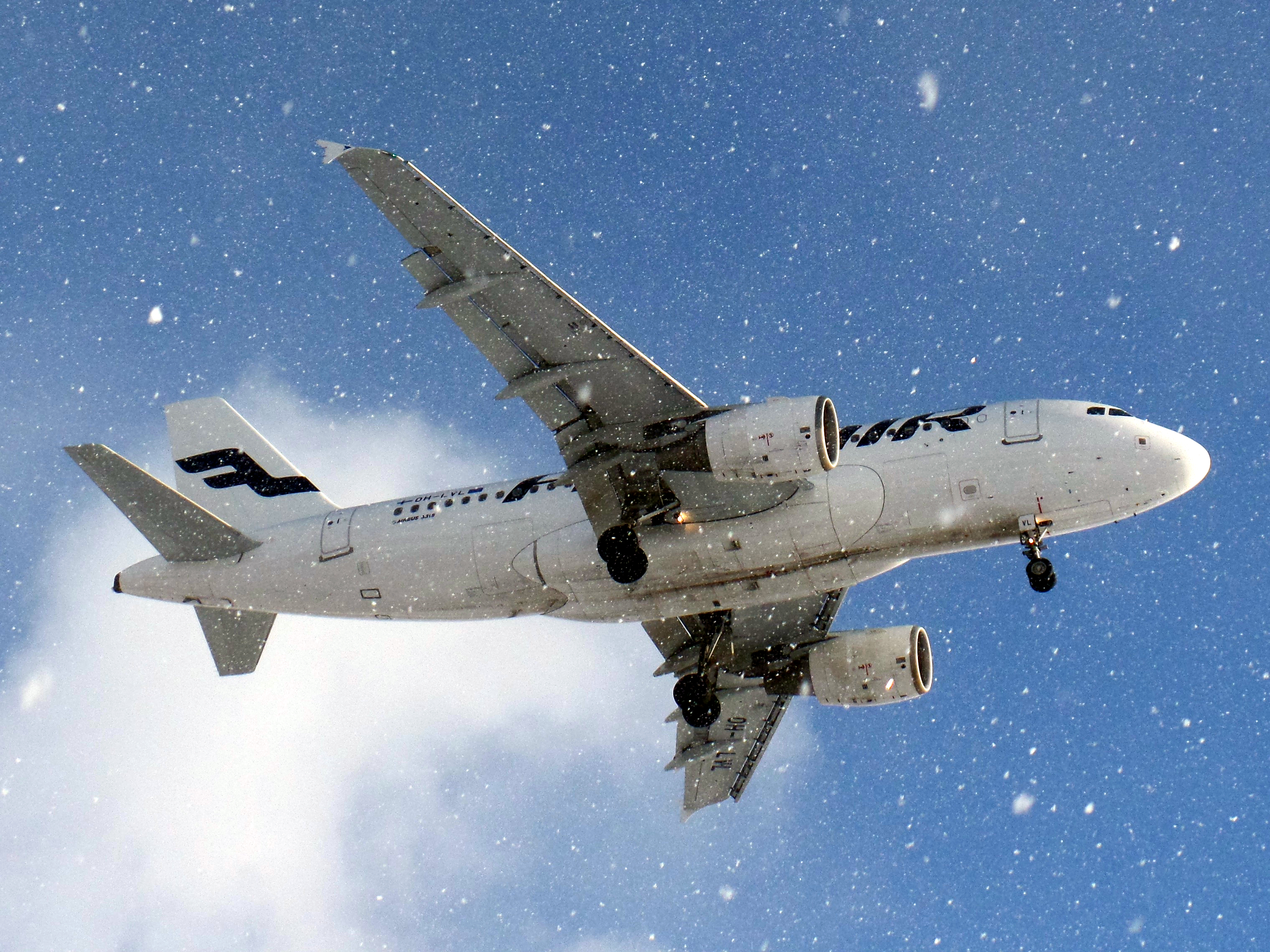
Un Airbus A319-112 OH-LVL volant au-dessus de la neige dans cet aéroport
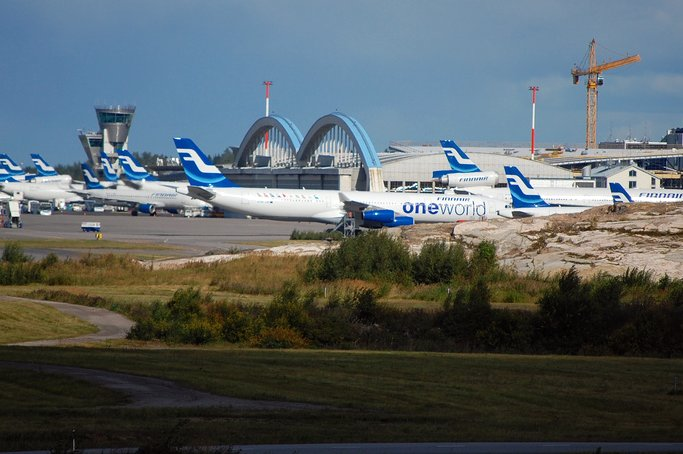